# 奥屯世英
奥屯世英（1191年—1252年），字伯豪，小字大哥，金朝末年蒙古帝国初年将领，其先祖上京胡里改路人，后来定居蒲城。
他的远祖奥屯黑风，辅佐金太祖征伐有功，封王。父奥屯闰生，官至新平县令。奥屯世英因荫补官，官至郃水酒税监，充征行都统，领军率众降蒙古，成吉思汗赐给他虎符，隶属于朵火鲁彻立部下。蒙古军攻陕西，奥屯世英与札古带至富平县，主帅命诸将分下各州县，奥屯世英至城劝降蒲城。奥屯世英跟随蒙古军攻凤翔，自陇州攻克鳳州，取武休关，至兴元府，又攻巩州，再入南宋境内。跟随拖雷，由兴元府经过金州、洋州，所至城寨无不归附。在三峰山之战击败金兵。
金朝灭亡，奉命镇守河中，招降天堡、人和堡。窝阔台在凤翔，许诺让奥屯世英担任河中府尹，后来因其他原因没有任命。奥屯世英入觐，窝阔台说，原来许诺的，现在可以应诺了。奥屯世英说：“臣名在四大王府，今改属别部，何面目见唐妃（唆鲁禾帖尼）母子？”窝阔台先怒后喜，唆鲁禾帖尼听说其言，也很高兴，礼遇更厚。1241年，河中船桥官因事诬陷奥屯世英，窝阔台夺其虎符。唆鲁禾帖尼向窝阔台告知实情，窝阔台授他为军民万户，便宜行事，改赐金虎符。1252年，去世，时年六十二岁。赠嘉议大夫，追封奉元郡侯。
奥屯世英性至孝，蒙古兵围庆阳，战败失利。奥屯世英家属被金人所获。他狼狈北归，每夜焚香祝天，愿得活着再见到父母，每天就寝则泪水染湿枕席。窝阔台可怜他。蒙古兵攻下河南，下令军中：“找到奥屯大哥父母，一定要让他们活着，不要让他们惊恐。”攻克许州，有人说：“奥屯将军家属在此。”奥屯世英一看全家百口如故。他两个儿子：奥屯贞、奥屯亮。